# Economía de Tuvalu
Tuvalu es un país insular localizado en el océano Pacífico, a medio camino entre Hawái y Australia. La economía de Tuvalu está complicada por su ubicación remota y su carencia de economías de escala. Los ingresos recaudados por el gobierno en gran parte provienen de la venta de su dominio de nivel superior .tv; ventas de sellos postales y monedas; licencias de pesca (principalmente pagados bajo el Tratado del atún de Pacífico Sur); subvenciones directas de donantes internacionales (donantes de gobiernos así como del Banco Asiático de Desarrollo); e ingresos del Tuvalu Trust Fund (en español Fondo fiduciario de Tuvalu, establecido en 1987 por el Reino Unido, Australia, Nueva Zelanda).
El Tuvalu Trust Fund fue establecido para el propósito de ayudar a complementar el déficits nacional, cimentar el desarrollo económico, y ayudar la nación conseguir una mayor autonomía financiera. El Tuvalu Trust Fund, ha contribuido aproximadamente (79 millones de dólares australianos) 15% del presupuesto de gobierno anual cada año desde entonces 1990. Con un valor capital de aproximadamente 2,5 veces el PIB, el Tuvalu Trust Fund proporciona un colchón importante para las fuentes de ingreso volátiles de Tuvalu de la pescar y derechos de la venta del dominio .tv.
En el resumen estadístico del Banco Mundial del 2010 Tuvalu se encuentra en el fondo del ranking producto interno bruto con 31.350.804 de dólares estadounidenses y del producto nacional bruto per cápita de USD 4.760. En relación con el PNB la nación comparado es similar con otros estados SIDS del Pacífico como Kiribati (USD 2.010) y las Islas Marshall (USD 3.640). Los acuerdos de licencias de pesca con Taiwán, Japón, Corea del Sur, Nueva Zelanda y los Estados Unidos que generan unos ingresos de 9 millones de dólares australianos en 2009. En 2013 los ingresos por las licencias doblaron, y desde 2013 es más de 45% de PIB.
Una proporción grande de ingresos nacionales está obtenida a través de la ocupación de 15% de los tuvaluanos varones adultos en el extranjero en la industria marítima. El valor de estas remesas estuvo valorado en 4 millones de dólares australianos (est. 2006) y es el promedio para 10% de PIB. Un informe de la ONU hace referencia al hecho de que estas fuentes de ingresos son vulnerables a los cambios macroeconómicos , mientras que el presupuesto nacional sigue fuertemente subvencionado a través de los regímenes de ayudas y financiación internacionales como el Fondo Fiduciario de Tuvalu ( TTF ) con una fuerte dependencia de la importación de alimentos  (importaciones $15,5 millones estimados en 2007).
El 5 de agosto de 2012, en el directorio ejecutivo del Fondo Monetario Internacional (IMF) este concluyó el Artículo IV consulta con Tuvalu, y es evaluó la economía de Tuvalu: “Una recuperación lenta y en progreso en Tuvalu, pero hay riesgos importantes. PIB creció en 2011 por primera vez desde la crisis financiera global, dirigido por el sector privado minorista y el gasto en educación. Esperamos crecimiento aumente lentamente”.
El IMF Artículo IV consulta con Tuvalu, el cual fue completado en agosto de 2014, concluyó que: “Los grandes ingresos las licencias de pesca, junto con ayuda extranjera considerable, facilitó un importante superávit de presupuesto en los dos años anteriores pero también un presupuesto expansivo en 2014. El gran aumento del gasto en el presupuesto está ajustado para causar cierta presión inflacionaria. Más importante aún , las dificultades que en desenrollar la expansión del presupuesto y las posibles responsabilidades derivadas de las deficiencias de los bancos estatales y empresas públicas hacen que la sostenibilidad fiscal en una preocupación importante en el mediano y largo plazo.”

Islas de Tuvalu

## Recursos naturales

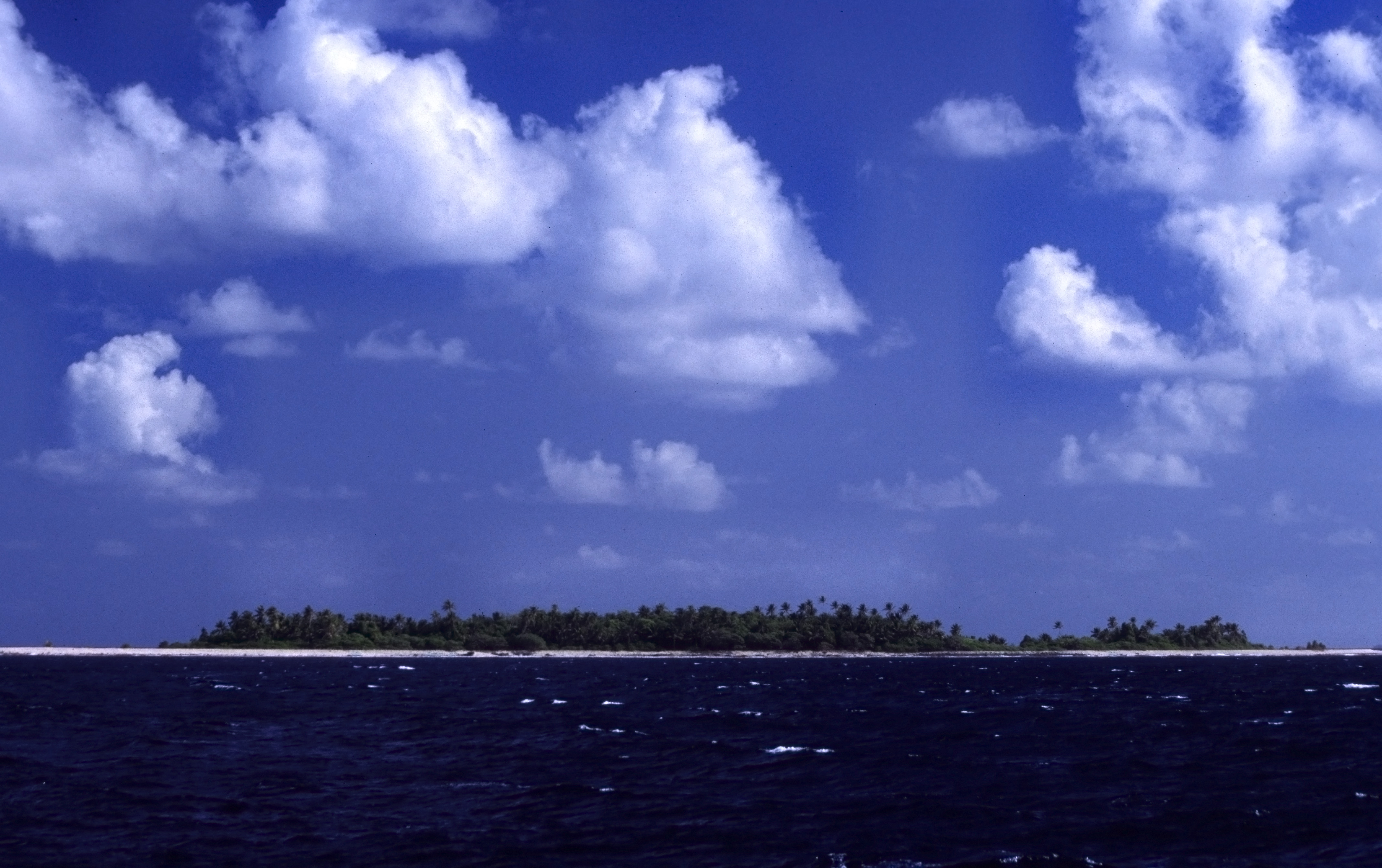
Lat. y Longitud. [//tools.wmflabs.org/geohack/geohack.php?pagename=Economy_of_Tuvalu¶ms=-8.31_N_179.13_E_ 8°19′S] [//tools.wmflabs.org/geohack/geohack.php?pagename=Economy_of_Tuvalu¶ms=-8.31_N_179.13_E_ 179°08′E] / [//tools.wmflabs.org/geohack/geohack.php?pagename=Economy_of_Tuvalu¶ms=-8.31_N_179.13_E_ 8.31°S 179.13°E] / -8.31; 179.13 (Funafuti)[//tools.wmflabs.org/geohack/geohack.php?pagename=Economy_of_Tuvalu¶ms=-8.31_N_179.13_E_]

La agricultura en Tuvalu está centrada en los cocoteros y en el cultivo de Pulaka en grandes pozos con tierra fertilizada por debajo del nivel freático. Agricultura de subsistencia de palmas de coco para producir copra y la pesca queda entre las actividades económicas primarias, particularmente de la isla capital de Funafuti. No existe una aparente gran disparidad de ingresos entre los residentes, a pesar de que virtualmente los únicos trabajos en las islas que se paga un sueldo fijo o el salario son para el gobierno, los cuales representan aproximadamente dos tercios de aquellos poseen ocupación formal. Aproximadamente el 15% de los varones adultos trabajan como marineros en buques mercantes de bandera extranjera. Crecimiento de población en las islas exteriores, los límites cuando a tierra disponible y la carencia de oportunidades de ocupación, resultan en un flujo de personas de las islas exteriores a la capital en Funafuti con una mayor presión para emigrar a Australia o Nueva Zelanda. Hay un alto desempleo juvenil y se han creado pocos nuevos puesto de trabajo. Dado la ausencia de recursos naturales (aparte de atunes en las aguas territoriales), y las restricciones impuestas a la economía de Tuvalu por su lejanía y carencia de economías de escala.
Tuvalu comprende cuatro islas de arrecifes y cinco atolones verdadero que resultan en una zona contigua: 24 millas náuticas (44 km) zona económica exclusiva: 200  millas náuticas (370 km) mar territorial: 12  millas náuticas (22 km) Sus vecinos más cercanos son Kiribati, Nauru, Samoa y Fiyi. Tuvalu ha trabajado con Comunidad del Pacífico (SPC) y la Unión Europea y ha promulgado Ley de Minerales de los fondos marinos de 2014. El SPC-EU Pacific Deep Sea Minerals Project implica la cooperación entre las Islas Cook, Fiyi, Tonga y Tuvalu el objeto de esos países tomar decisiones informadas sobre futuras actividades mineras de los fondos marinos.
La población en el 2012 censo era 10.460, el cual hace Tuvalu el tercer país menos poblado en el mundo; comparado a sus vecinos cercanos,  tiene una población más grande que Nauru, pero es más pequeña que Kiribati, el cual tiene una población permanente dsobre 100.000 (2011). En cuanto al tamaño de su territorio, en justos 26 kilómetros cuadrados, Tuvalu es el cuarto país más pequeño en el mundo; cuando comparado a sus vecinos inmediatos, Tuvalu es más grande que Nauru, el cual es 21 kilómetros cuadrados, y más pequeño que Kiribati, el cual comprende los grupos de atolones dispersaron encima 3,5 millones de kilómetros cuadrados, del océano Pacífico. Zona Económica Exclusiva de Tuvalu cubre una área oceánica de aproximadamente 900,000 kilómetros cuadrados.
Tuvalu Está considerado un país seguro, de gran belleza natural y de personas amistosas. Aun así, debido a su lejanía, el costo de viajar a la isla y el tráfico de aire limitado al país,  limita los números de turistas visitan cada año. La mayoría de visitantes a Tuvalu son funcionarios públicos, trabajadores humanitarios, personal de ONG o asesores.

## Economía de Tuvalu

### Recursos de pesca
Los habitantes de Tuvalu están principalmente implicados en la pesca y agricultura tradicional. Existen oportunidades de trabajo también como observadores en barcas de atunes, donde su función es la de vigilar el cumplimiento de la licencia de pesca del atún de la embarcación.
Por lo tanto, la economía de Tuvalu se basa principalmente en sus ingresos de la pesca, con el 42% de la población de Tuvalu involucrados en la actividad pesquera en varios niveles. Los datos de la ONU calculan un valor bruto de pesca en US$ 43.773.582 (est. 2007), que representó la producción de la pesca comercial costera, la pesca artesanal costera, la pesca de altura, la pesca en agua dulce y la acuicultura. En los últimos años todos los ingresos se han generado a través de las actividades registradas en las aguas de Tuvalu, en lugar de exportación directa desde Tuvalu. Las actividades de los barcos pesqueros internacionales, el cual en 2008 comprendió 42 embarcaciones de pesca con palangre, 3 barcos cañeros y palagueros y 126 embarcaciones de pesca al cerco, son muy superiores a la actividad interna, con un volumen de producción de 35.541 toneladas por valor de US $ 40.924.370 (2009) o el 93,5 % del valor bruto, aunque Tuvalu conserva una parte considerable de los ingresos a través de la concesión de licencias. La pesca en los 900.000 km² de superficie de agua se compone principalmente de atún barrilete, atún aleta amarilla y patudo.

### Las remesas de los marinos tuvaluanos
Hombres de Tuvalu se emplean en el extranjero trabajando en buques portacontenedores, principalmente en los buques de propiedad alemana. Las remesas de la gente de mar es una fuente importante de ingresos para las familias en el país. En 2002, el Banco Asiático de Desarrollo aprobó un paquete de ayuda para actualizar el Instituto de Formación Marítima de Tuvalu (TMTI) que forma a jóvenes tuvaluanos para que puedan trabajar a bordo de buques extranjeros. Este proyecto fue completado en 2011. La crisis económica global que comenzó en 2007 ha tenido un impacto sobre las actividades de exportación e importación a nivel mundial y la demanda de transporte marítimo, que reduce la necesidad de la gente de mar desde Tuvalu.
El censo de 1991 identificó 272 marineros de trabajando en los buques mercantes. En 2002 la Unión de marineros tuvaluanos de ultramar (TOSU por su sigla en inglés) estimaba el número de 417 que trabajaban como marino embarcado. Las remesas de la gente de mar es una fuente importante de ingresos para las familias de Tuvalu. Sin embargo, la crisis financiera mundial ha tenido un impacto sobre las actividades de exportación / importación, con la consiguiente caída en la oferta de trabajo para los marineros de Tuvalu en la marina mercante. En 2011, el Banco Asiático de Desarrollo (BAD) estima que hay 800 graduados del TMTI registrados para el empleo como marinos. El BAD identifica que el número de tuvaluanos empleados como marinos ha disminuido constantemente desde alrededor de 340 en 2001 a solamente 205 en 2010; de manera que de un conjunto total de 800 marinos cualificados, incluidos los que están de retirados, existen casi 450 estaban desempleados. Esta disminución en el empleo marino ha reducido las remesas de $ 2,4 millones en 2001 a un $ 1,2 millones en 2010. La Organización Internacional del Trabajo (OIT) estima que en 2010 había aproximadamente 200 marinos a bordo de buques de Tuvalu. El Fondo Monetario Internacional en el 2014 Country Report describió el efecto de la crisis financiera global  como la reducción de la demanda de los servicios de los marinos de Tuvalu. TA partir de octubre de 2013, había alrededor de 112 marinos Tuvalu trabajando en barcos de carga, en comparación con 361 en 2006. La consecuencia es que las remesas de los marinos a sus familias en Tuvalu se redujo en alrededor del 9 por ciento del PIB para Tuvalu. En 2012 las remesas de la gente de mar ascendió a 10 por ciento del PIB en Tuvalu.

### Desempeño económico desde 1996
De 1996 a 2002, Tuvalu fue uno de los mejores que realizan economías de las islas del Pacífico y alcanzó una tasa de crecimiento real promedio bruto ( PIB ) del producto interno del 5,6 por ciento al año. Desde el año 2002 el crecimiento económico se ha ido desacelerando como Tuvalu fue expuesto a un rápido aumento de los precios mundiales del combustible y los alimentos con el nivel de pico de inflación en el 13,4 % en 2008, y cayendo a -1¾% en noviembre de 2010. El Informe sobre Tuvalu del Fondo Monetario Internacional describe como la economía se ha agrandado en los años recientes, con crecimiento de PIB real de: 7.0 (2008), -1.7 (2009), 0.2 (2010), 0.0 (2011 est.).
Sin embargo, debido al nivel agudo de aislamiento geográfico, macroeconómico y financiero, la escala de la zona, la infraestructura de la población y la agricultura, el cambio climático, la dependencia del petróleo, la contracción del PIB y dependencia económica de muchas fuentes en esta década muestra a Tuvalu como una economía extremadamente vulnerable. El país también ha sido importada dependiente del combustible, con los precios del gas cotizados en $ 12 por galón (2009). El alto costo de los productos derivados del petróleo ha fomentado el desarrollo de proyectos para acceder a la energía renovable en Tuvalu.
A pesar de que esté listado por la ONU como un país de ingresos medio bajo dentro de los países menos desarrollados,  puntúa muy alto en términos de Índice de Vulnerabilidad Económica, con un índice de 79.7 sobre 100 en 2009, lo que lleva a la ONU a declarar que Tuvalu es "el país más económicamente vulnerable en el mundo". Debido a los factores tratados anteriormente, Tuvalu obtiene un ingreso limitado de las exportaciones. Las cifras en 2007, estima que Tuvalu exporta un valor de $ 100.410 de derivados de la copra y artículos diversos, tales como sellos postales.

## Empresas de sector público

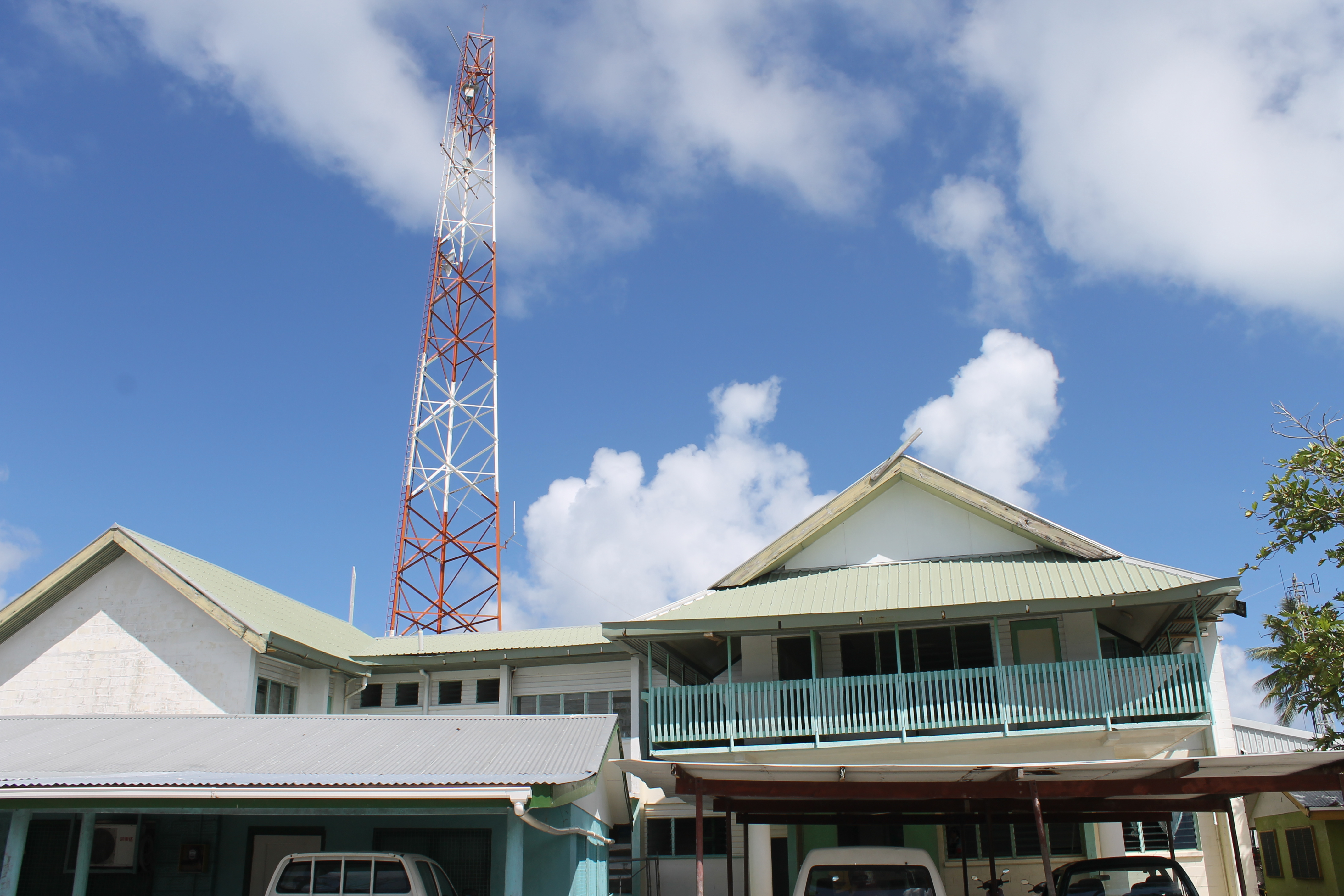
Oficinas de la Empresa de Telecomunicaciones de Tuvalu

Las empresas de sector público son el Banco Nacional de Tuvalu, Banco de Desarrollo de Tuvalu, Empresa de Electricidad de Tuvalu, Empresa de Telecomunicaciones de Tuvalu, Agencia Filatélica de Tuvalu, Instituto de Formación Marítima de Tuvalu y Vaiaku Lagi Hotel.
Los servicios bancarios están proporcionados por el Banco Nacional de Tuvalu.
El Tuvalu Media Corporation del Gobierno de Tuvalu opera una estación de radio en frecuencia AM bajo el título de Radio Tuvalu. Fenui – news from Tuvalu  es una publicación digital gratuita del Tuvalu Media Corporation que envía correo electrónico a sus suscriptores y opera una página de Facebook, que publica noticias sobre las actividades del gobierno y noticias sobre eventos Tuvalu , como una edición especial que cubre los resultados de las elecciones generales de 2015.
El Tuvalu National Provident Fund (TNPF) y el Copra Trading Co-operative (CTC) está poseído por los miembros de cada organización. son propiedad de los miembros de cada organización. El TNPF proporciona a sus miembros préstamos, para los que se utiliza la cuenta de cada miembro como garantía. El Tuvalu Cooperative Society es el principal comercio mayorista  y minorist en Tuvalu.

## Empresas de sector privado
El Tuvalu National Private Sector Organisation, el Tuvalu National Chamber of Commerce y Tuvalu Business Centre actúan en apoyo de empresas de sector privado. Para instalar un negocio en Tuvalu, un inversor necesita un capital inicial por sobre los AUD$20,000, un socio tuvaluano y pagar un coste de inscripción empresarial de AUD$100. A partir de 2010 sólo hay siete empresas extranjeras que operan en Tuvalu , que se establecieron en su mayoría por operadores asiáticos de pequeñas empresas en el sector minorista y restaurante.
Mackenzie Trading Limited, establecido por Mackenzie Kiritome en 2008, opera pequeños puntos de venta en las islas periféricas para vender mercancías en competencia con la Sociedad Cooperativa (que es una empresa de propiedad de la comunidad ). En 2010 Mackenzie Trading Limited empleaba a 40 personas .

## Desarrollo de política económica y social

Bandera de Tuvalu

Te Kakeega II es la declaración de la estrategia nacional para el desarrollo sostenible de Tuvalu, con objetivos económicos y sociales destinados a alcanzar en el período 2005 a de 2015. Tras las consultas sobre cada una de las islas en la Cumbre Nacional sobre el Desarrollo Sostenible (NSSD por sus siglas en inglés), se celebró en el Tausoalima Falekaupule en Funafuti entre el 28 de junio al 9 de julio de 2004. La reunión resultó en la declaración de Malefatuga , el cual es la fundación de Te Kakeega II. El documento de seguimiento,en el 2008 Kakeega Regresos Matriciales, “contenía todos los proyectos de ayuda , programas, iniciativas e ideas de desarrollo conocidas adoptadas por los donantes y los dos gobiernos sucesivos Tuvalu ( 2004-2006 y 2006 a la fecha) ”.

## El Fondo Fiduciario de Tuvalu
El Fondo Fiduciario de Tuvalu (en inglés Tuvalu Trust Fund, TTF) fue establecido en 1987 por el Reino Unido, Australia, Nueva Zelanda. La TTF , un fondo de inversión en el extranjero manejo prudente , ha contribuido aproximadamente el 11 % del presupuesto anual del gobierno cada año desde 1990. Con un valor de capital de alrededor de 2,5 veces el PIB, el TTF proporciona un colchón importante para las fuentes de ingresos volátiles de Tuvalu de la pesca y las regalías de la venta del dominio .tv . El nombre de dominio " .tv " genera alrededor de US$ 2,2 millones al año por concepto de regalías , que es aproximadamente el diez por ciento de los ingresos totales del gobierno. Con una capital inicial de sobre A$ 27 millones en su independencia, el TTF suma un total de A$100 millones.
El valor del TTF, al 30 de septiembre de 2012, fue de aproximadamente A$ 127.3m (A$ 115,1 millones), con el valor de mercado del fondo que aumenta por 10.5% durante el año financiero 2011/2012. El Fondo de Fiduciario, ha contribuido aproximadamente (A$79 millones) 15% del presupuesto de gobierno anual cada año desde 1990. Con un valor capital de aproximadamente 2,5 veces el PIB, el Fondo Fiduciario proporciona un cojín importante para Tuvalu fuentes de ingresos volátiles de la pesca y derechos de la venta del dominio .tv
La capital del Fondo fiduciario es conocida como la “Cuenta A”. La "Cuenta B" o “Fondo de inversión consolidado” (CIF por su sigla en inglés) es una rotativa “cuenta amortiguador” que recibe fondos de las devoluciones o "desembolsos"   de la "Cuenta A". El funcionamiento del Fondo Fiduciario a través de dos cuentas ayuda a estabilizar la situación financiera a largo plazo del Gobierno de Tuvalu, así como hacer frente a las necesidades de corto plazo de presupuesto . La " Cuenta B " , que pertenece exclusivamente al Gobierno , tiene una distribución del ingreso de la " Cuenta A" hasta que los fondos son necesarios para ser utilizada para el presupuesto nacional. Por lo tanto, sirve como un amortiguador frente a la volatilidad de las devoluciones de la ' Cuenta A ', es decir , durante los años en que no hay devoluciones o bajos rendimientos . Brian Bell, un miembro del Comité Consultivo del Fondo Fiduciario Tuvalu desde la creación del Fondo Fiduciario en 1987 , describe el propósito del Fondo Fiduciario como ser :
“El Fondo Fiduciario Tuvalu tenía por objeto proporcionar una fuente de ingresos para superar una situación de déficit presupuestario crónico . Los ingresos se distribuye al Gobierno de la cuenta A a la cuenta B . La cantidad necesaria se dispone en la cuenta de ingresos consolidado como una fuente adicional de ingresos para el gasto en servicios públicos a través del presupuesto ordinario.”
El Informe del FMI sobre el país en 2014 tomó nota del valor de mercado del Fondo Fiduciario de Tuvalu cayó durante la crisis financiera global, sin embargo, el valor total del fondo se había recuperado a más de A$ 140 millones (3,5 veces el PIB ) . Como resultado de los excedentes fiscales obtenidos en 2012 y 2013, la CIF había aumentado a más de 15 millones de dólares australianos ( 38 por ciento del PIB ).

## Fondo Fiduciario Falekaupule
En 1999, el Banco Asiático de Desarrollo (BAD ) y el gobierno de Tuvalu establecieron el Fondo Fiduciario Falekaupule (FTF por su sigla en inglés), que está destinada a mejorar los servicios de las islas periféricas o exteriores. Los consejos de las islas - compuesto por los líderes tradicionales - son responsables de la gestión de sus propias finanzas de un presupuesto asignado por el Gobierno de Tuvalu del Fondo Fiduciario Falekaupule. En virtud de la Ley de Falekaupule , Falekaupule significa "asamblea tradicional en cada isla ... compuesto de acuerdo con la Aganu de cada isla " . Aganu significa costumbre y la cultura tradicional. El capital inicial del Fondo Fiduciario Falekaupule fue de A $ 12 millones . El valor de mercado de la FTF ha aumentado:
“A 30 de junio de 2007, el valor de mercado de la FTF se situó en $ 25.3 millones. Después de ocho años de operación, el FTF ha realizado un total de tres distribuciones de $ 4,7 millones. Una cuenta de reserva fue establecida en 2005 que tiene exactamente el mismo propósito que el CIF , que es para suavizar el flujo de ingresos de la inversión principal. Al 30 de junio de 2007, la Cuenta de Reserva de la FTF fue de $ 1,4 millones.”
La crisis financiera mundial afectó a la FTF , que se requiere mantiener su valor en términos reales antes de una distribución puede hacerse . Al 30 de septiembre de 2010, el valor de mantenimiento fue de 27,3 millones de dólares; el resultado de un crecimiento del capital y de las contribuciones de los asociados para el desarrollo . Se trata de unos $ 3,5 millones más que el valor de mercado de $ 23,8 millones. La brecha de 15 % entre el valor de mercado y el valor mantenimiento debe ser recuperado antes de que otra forma de distribución. Desde el comienzo del FTF ha habido sólo cuatro años en qué estas distribuciones fueron hechas. El FTF ha distribuido $6,4 millones con algunos $5,3 millones destinados a desarrollo de isla (el  $1,1 millones está mantenido en reserva por las comunidades). Esto equipara a una media de $55,000 gastado por isla por año.

## Ingresos del gobierno

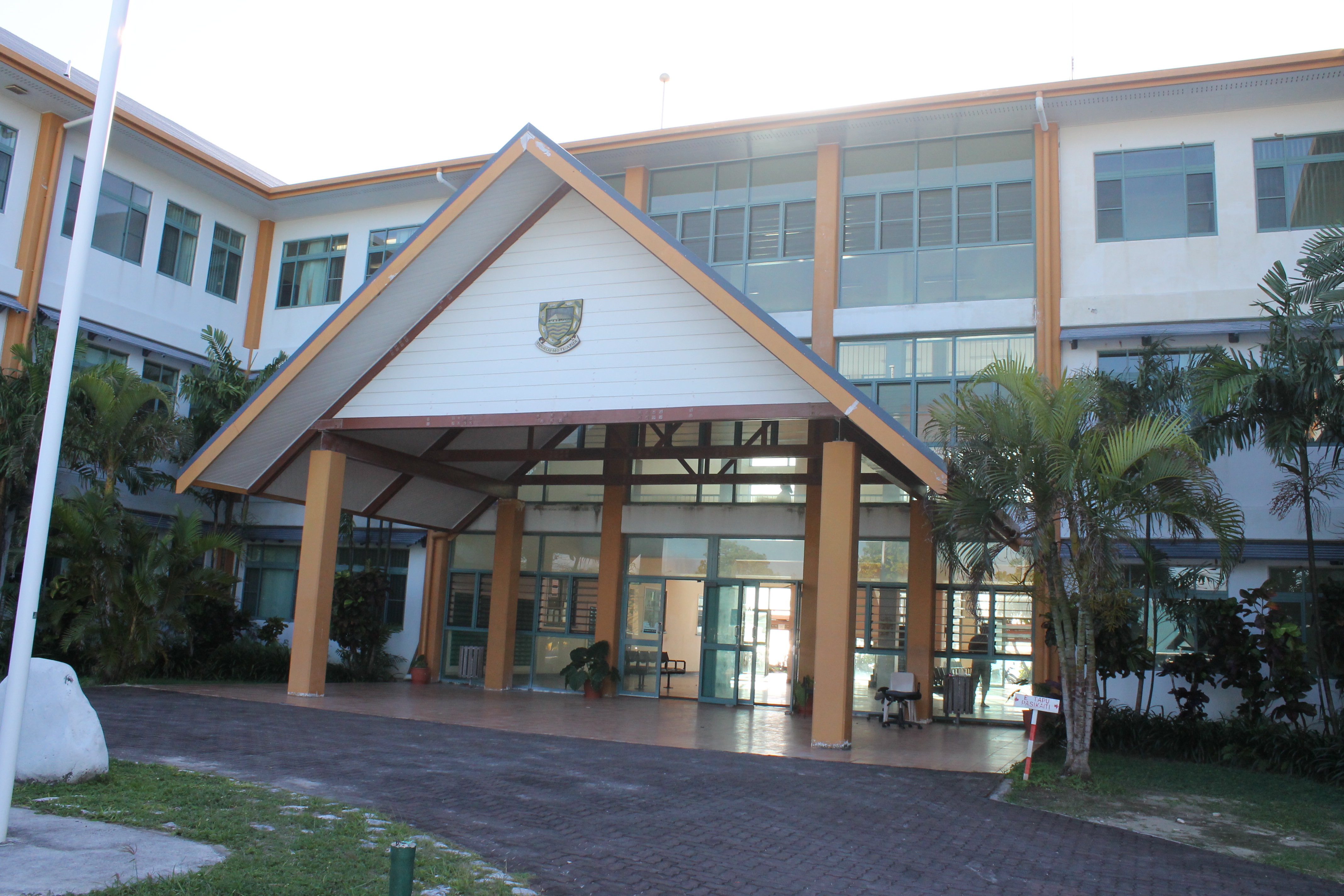
Edificio de la oficina del gobierno en Funafuti.

El Fondo Fiduciario de Tuvalu se estableció para el fin previsto de ayudar a complementar los déficits nacionales , apoyar el desarrollo económico , y ayudar a la nación a lograr una mayor autonomía financiera . El Fondo Fiduciario , ha contribuido más o menos (A $ 79 millones) el 15% del presupuesto anual del gobierno cada año desde 1990. Con un valor de capital de alrededor de 2,5 veces el PIB , el Fondo Fiduciario proporciona un colchón importante para las fuentes de ingresos volátiles de Tuvalu de la pesca y las regalías de la venta del dominio .tv. Satisfacer las necesidades de presupuesto 2013/14 del Gobierno de Tuvalu requirió de la elaboración de los fondos depositados en la " Cuenta B " del Fondo Fiduciario Tuvalu.
Los ingresos del gobierno provienen en gran parte de las ventas de sellos y monedas, licencias de pesca, los ingresos del Registro de Naves de Tuvalu , los ingresos de la TTF , y desde el contrato de arrendamiento de su dominio .tv . En 1998. dotTV pagaba a Tuvalu $ 50 millones por el derecho de revender .tv a los usuarios comerciales durante 12 años . VeriSign adquirió dotTV en 2002. El acuerdo para gestionar el dominio .tv dura hasta el año 2021. Las empresas comerciales piensan en "TV" por ser las letras más reconocibles en el mundo y significativa para la representación de cómo los consumidores utilizan Internet en el futuro. las Grandes Ligas de Béisbol crearon MLB.tv para transmitir sus juegos . Otras empresas han buscado a los nombres de dominio .tv debido a la relativa dificultad de crear una marca en el espacio abarrotado del dominio .com. En 1998, Tuvalu empezó derivar ingresos de uso de código de área para el uso sus líneas de pago "900"  y la comercialización de su dominio .tv" El ingreso de los nombres de dominio pagaron gran la mayor parte del costo de la pavimentación de las calles de Funafuti y la instalación de alumbrado público a mediados de 2002 . La comercialización del nombre de dominio de Internet " .tv " es administrado por Verisign hasta 2021.
Las licencias de pesca son una fuente importante de ingresos . La pesca en los 900.000 km² de superficie de agua se compone principalmente de atún barrilete , atún aleta amarilla y patudo . Pagos del gobierno de los Estados Unidos hecha en virtud del Tratado del atún del Pacífico Sur ( SPTT ) era alrededor de $ 9 millones en 1999. En mayo de 2013 los representantes de los Estados Unidos y los países de las Islas del Pacífico acordaron firmar documentos mecanismo provisional que permita ampliar el Tratado de Pesca multilateral (que abarca el Tratado de atún del Pacífico Sur ) para confirmar el acceso a las pesquerías en el Pacífico occidental y central para embarcaciones de atún estadounidenses durante 18 meses. En 2015 Tuvalu ha negado a vender los días de pesca para determinadas naciones y las flotas que han bloqueado las iniciativas de Tuvalu para desarrollar y mantener su propia pesquería.
El Banco Asiático de Desarrollo describe la Crisis Económica Global ha incidido en Tuvalu través de : " ( i ) una menor demanda de la marinos de Tuvalu y, por tanto , la caída de las remesas; ( ii ) los tipos de cambio volátiles que afectan el valor de las remesas , los ingresos por derechos de licencia de pesca, y precios de los alimentos ; y (iii ) menor valor de mercado del Fondo Fiduciario de Tuvalu ( TTF ) , que a finales de mayo de 2010 fue de aproximadamente un 12 % por debajo del valor mantenido. Por lo tanto, como resultado directo de la crisis económica global, no era repartido desde el fondo para el presupuesto de 2010 y otras distribuciones son poco probable aunque existe incertidumbre en los mercados financieros internacionales."

## Menos país desarrollado (LDC) estado
Las Naciones Unidas designa a Tuvalu como un país menos desarrollado (PMD), debido a su limitado potencial para el desarrollo económico, la ausencia de recursos explotables y su pequeño tamaño y la vulnerabilidad a los impactos económicos y medioambientales externos . TTuvalu participa en el Marco Integrado mejorado de asistencia técnica relacionada con el comercio a los países menos desarrollados, que fue establecido en octubre de 1997 bajo los auspicios de la Organización Mundial del Comercio.
 En 2013 Tuvalu aplazó su graduación del estado de país menos desarrollado a un país en vías de desarrollo en 2015. El primer ministro Enele Sopoaga dijo que este retraso era necesario para mantener el acceso de Tuvalu a los fondos proporcionados por el programa NAPA (National Adaptation Programme of Action) de las Naciones Unidad, como "una vez Tuvalu se gradúa a un país en vías de desarrollo, no será considerado para ayuda de fondos para los programas de adaptación al cambio climático como NAPA, que sólo llega a los países menos desarrollado " . Tuvalu había cumplido los objetivos por lo que Tuvalu estaba de graduarse de la condición de PMD. El primer ministro , Enele Sopoaga quiere las Naciones Unidas reconsideren sus criterios para la exclusión de la lista que se da no el peso suficiente para la situación ambiental de los pequeños estados insulares como Tuvalu en la aplicación del Índice de Vulnerabilidad Ambiental ( EVI ) .

## Ayuda internacional
Australia y Nueva Zelanda siguen contribuyendo con capital al Fondo Fiduciario Tuvalu y proporcionar otras formas de asistencia para el desarrollo. El apoyo financiero a Tuvalu también es proporcionado por Japón, Corea del Sur y la Unión Europea.
Tuvalu se unió al Banco Asiático de Desarrollo (BAD ) en 1993. Para mejorar la eficacia de la ayuda , el gobierno de Tuvalu, BAD, AusAID y NZAID  firmaron la Declaración de los Socios de Desarrollo ( DPD por sus siglas en inglés ) en 2009. El DPD está diseñado para mejorar la eficacia de la ayuda , tanto en la realización de proyectos específicos y en la asistencia al gobierno de Tuvalu alcanzar los indicadores de referencia de rendimiento .
Tuvalu se convirtió en un miembro del Fondo Monetario Internacional ( FMI ) en julio de 2010 y también unió el Banco Mundial. En 2013 el Banco Mundial aprobó US$ 6,06 millones en financiación para el existente  Tuvalu Aviation Investment Project  ( TvAIP ) con el fin de mejorar la seguridad operacional y la supervisión del transporte aéreo internacional y la infraestructura asociada en el Aeropuerto Internacional de Funafuti .

## PIB y otros indicadores de rendimiento económicos
El dólar tuvaluano y el dólar australiano (A$) son ambas monedas oficiales de Tuvalu.
Este artículo incorpora material de dominio público de las páginas web o documentos de la CIA World Factbook. 
PIB: paridad de poder adquisitivo $36.58 millones (2015 est.)
PIB: tipo de cambio oficial $34 millones (2015 est.)
PIB - índice de crecimiento real: -1.7% (2009); -2.7% (2010); 8.4% (2011); 0.2% (2012); 1.3% (2013); 2.2% (2014 est.); 3.5% (2015 est.)
PIB - per cápita: $2,447 (2009); $3,400 (2015 est.)
PNB - PNB Per cápita: $4,760 (2010)
PIB – composición por sector:
Agricultura: 24.5% (2012 est.)
Industria: 5.6% (2012 est.)
Servicios: 70% (2012 est.)
Índice de crecimiento de producción industrial: -26.1% (2012 est.)
Índice de inflación (precios de consumidor): -1.9% (2010); 0.5% (2011); 1.4% (2012); 2% (2013) 3.3% (2014 est.); 4.7% (2015 est.)
Población total: 10,640
Fuerza de trabajo - por ocupación: las personas hacen un vivientes principalmente a través de explotación del mar, arrecifes, y atolones y de los sueldos enviaron en casa por aquellos laborables en el extranjero en Australia y Nueva Zelanda y los marineros que trabajan de barcos mercades.
Fuerza laboral: 3,615 (2004 est.)
Índice de desempleo: 16.3% (2004)
Población abajo línea de pobreza: 26.3% (2010 est.)
Presupuesto:
| Presupuesto                     | 2010            | 2011             | 2012            | 2013            | 2014 presupuesto | 2014 proj.      | 2015 proj.      |
| ------------------------------- | --------------- | ---------------- | --------------- | --------------- | ---------------- | --------------- | --------------- |
| Subvenciones e ingresos totales | A$24,9 millones | A$26,3 millones  | A$32,5 millones | A$42,7 millones | A$52 millones    | A$48.3 millones | A$38.4 millones |
| Gastos totales                  | A$33,2 millones | A$29.,7 millones | A$28,9 millones | A$32,2 millones | A$38.7 millones  | A$41.8 millones | A$40.3 millones |

Finanza de gobierno:
| Finanza de gobierno: (como porcentaje de PIB) | 2009  | 2010   | 2011  | 2012  | 2013 est. | 2014 proj. | 2015 proj. |
| --------------------------------------------- | ----- | ------ | ----- | ----- | --------- | ---------- | ---------- |
| Ingresos y subvenciones                       | 89.8% | 71.9%  | 69%   | 84.3% | 107.5%    | 116%       | 87%        |
| Ingresos actuales:                            | 59.4% | 55%    | 47.8% | 55.6% | 82.9%     | 64.6%      | 65.6%      |
| Subvenciones:                                 | 30.4% | 16.4%  | 21.2% | 27.8% | 24.6%     | 51.5%      | 22.1%      |
| Gasto y neto dejando                          | 93.5% | 95.7%  | 77.9% | 75%   | 81.1%     | 100.2%     | 92.1%      |
| Gasto actual:                                 | 78%   | 92.5%  | 76.1% | 75%   | 81%       | 110.1%     | 91.9%      |
| Gasto capital y neto dejando:                 | 15.5% | 3.2%   | 1.8%  | 0%    | 0.2%      | 0.2%       | 0.2%       |
| Equilibrio global                             | -3.7% | -23.8% | -8.9% | 9.3%  | 26.3%     | 15.8%      | -4.4%      |
| Subvenciones presupuestarias extras           | TBA   | 31.8%  | 21.2% | 29.3% | 25.2%     | 25.7%      | 31.4%      |

Electricidad - producción: 3 GWh (1995)
Electricidad - consumo: 3 GWh (1995)
Industrias: pesca, turismo, copra
Agricultura - productos: cocos; pesca
Exportaciones: $1 millones (f.o.b., 2004); $600,000 (2010 est.)
Exportaciones - mercancías: copra, pesca
Exportaciones - socios: Alemania 56.8%, Fiyi 14.4%, Italia 10.9%, Reino Unido 7.7%, Polonia 4.9% (2004)
Importaciones: $12,91 millones (c.i.f., 2005); $238,6 millones (2012 est.); $136,5 millones (2013 est.)
Importaciones - mercancías: alimentario, animales, combustibles fósil, maquinaria,  bienes manufacturados.
Importaciones - socios: Fiyi 50.2%, Japón 18.1%, Australia 9.6%, China 8%, Nueva Zelanda 5.5% (2004)
Ayuda económica - recepciones: $30,4 millones (2009); $19,7 millones (2010 est.)  Nota - los donantes importantes son Australia , Nueva Zelanda, Unión Europea, Japón, y los EE.UU.
Moneda: 1 Dólar tuvaluano ($T) o 1 dólar australiano (A$) = 100 céntimos
Tipos de cambio: Dólares tuvaluanos o dólares australianos por dólar de EE. UU. - 1.0902 (2010), 1.2822 (2009), 1.2137 (2007), 1.3285 (2006); 0.9695 (2011 est.); 0.97 (2012 est.); 1.1094 (2013 est.); 1.67 (2014 est.); 1.33 (2015 est.)
Año fiscal: año de calendario